# Auguste Serrurier
Auguste Serrurier (Denain, 25 de marzo de 1857-Denain, 21 de marzo de 1921) fue un deportista francés que compitió en tiro con arco, en la modalidad de arco recurvo. Participó en los Juegos Olímpicos de París 1900, obteniendo dos medallas de plata, en las pruebas sur la perche à la herse y sur la perche à la pyramide.

## Palmarés internacional
| Juegos Olímpicos | Juegos Olímpicos | Juegos Olímpicos | Juegos Olímpicos            |
| Año              | Lugar            | Medalla          | Prueba                      |
| ---------------- | ---------------- | ---------------- | --------------------------- |
| 1900             | París (Francia)  | Medalla de plata | Sur la perche à la herse    |
| 1900             | París (Francia)  | Medalla de plata | Sur la perche à la pyramide |